# Fairborn (Ohio)
Fairborn es una ciudad ubicada en el condado de Greene en el estado estadounidense de Ohio. En el censo de 2010 tenía una población de 32352 habitantes y una densidad poblacional de 948,53 personas por km².

## Geografía
Fairborn se encuentra ubicada en las coordenadas 39°47′43″N 84°0′41″O / 39.79528, -84.01139. Según la Oficina del Censo de los Estados Unidos, Fairborn tiene una superficie total de 34.11 km², de la cual 34.08 km² corresponden a tierra firme y (0.07%) 0.02 km² es agua.

## Demografía
Según el censo de 2010, había 32352 personas residiendo en Fairborn. La densidad de población era de 948,53 hab./km². De los 32352 habitantes, Fairborn estaba compuesto por el 84.78% blancos, el 7.75% eran afroamericanos, el 0.33% eran amerindios, el 3.14% eran asiáticos, el 0.12% eran isleños del Pacífico, el 0.77% eran de otras razas y el 3.11% pertenecían a dos o más razas. Del total de la población el 2.4% eran hispanos o latinos de cualquier raza.